# Crown Estate
Nel Regno Unito, la Crown Estate è un portafoglio finanziario di proprietà della Corona britannica. La Crown Estate non è mai stata una proprietà privata del monarca regnante e quindi gli immobili non possono essere venduti da lui / lei, né le entrate da essi appartengono al monarca personalmente. È gestito da un'organizzazione indipendente diretta dalla Crown Estate Commissioners. L'eccedenza delle entrate è versata ogni anno alla HM Treasury. La Crown Estate deve rispondere al Parlamento, al quale fa rapporto ogni anno.
La Crown Estate è uno dei più grandi possidenti nel Regno Unito con un portafoglio di 6,2 miliardi di sterline, con immobili urbani valutati 4 miliardi e immobili di campagna valutati 972 milioni; un profitto annuale di 210,7 milioni, al 15 luglio 2010. La maggior parte delle proprietà si trova nelle città, incluso un gran numero nel centro di Londra, ma la società possiede anche 107.000 ettari di terra coltivata e foreste, più del 55% delle spiagge del Regno Unito e conserva vari altri averi e diritti, per esempio l'Ippodromo di Ascot e il Windsor Great Park.

## Storia

### Terre della Corona in Inghilterra
La storia delle terre della Corona Inglese comincia con la conquista normanna. Il periodo tra i regni di Guglielmo I e la Regina Anna fu una continua alienazione di terre. Quando morì Guglielmo I, le terre che aveva acquisito grazie al diritto di conquista erano ancora intatte. I suoi successori, tuttavia, concedettero latifondi ai nobili e baroni che avevano fornito loro uomini e armi. Le terre della Corona erano aumentate così come impoverite nel corso dei secoli: Edoardo I possedeva le terre del Galles, e Giacomo I aveva le sue terre in Scozia che furono unite alle terre di Inghilterra e Galles. Tuttavia le cessioni prevalgono sulle acquisizioni: nel periodo della restaurazione nel 1660, il totale dei possedimenti delle terre della Corona era stimato a 263.598 sterline (oggi circa 29.423.895) Alla fine del regno di Guglielmo III (1689-1702), tuttavia, la cifra si era ridotta a 6.000 sterline (circa 906.403 di oggi).
Prima del Regno di Guglielmo III tutte le entrate del Regno erano conferite al monarca per le spese generali del governo. Queste entrate erano di due tipi:
- ereditarie, derivate principalmente dai possedimenti terrieri e dai diritti feudali (commutati in accise nel 1660), profitti degli uffici postali e delle licenze
- temporanee, derivate dalle tasse concesse al re per un periodo di anni o per la vita.

Dopo la Gloriosa rivoluzione, il Parlamento portò sotto il suo controllo la maggior parte delle entrate temporanee ed esentò  il sovrano dal costo dei servizi navali e militari e dall'onere del debito nazionale. Durante i Regni di Guglielmo III, Anna, Giorgio I e Giorgio II il sovrano rimase responsabile per il mantenimento del governo civile e per il sostegno della casa e della dignità reali, per questo i ricavi ereditari e talune imposte erano adibiti a questi scopi.
All’ascesa di Giorgio III il ricavato dalle terre della Corona fu consegnato al Parlamento in cambio di un pagamento fisso della lista civile e del reddito trattenuto dal Ducato di Lancaster. Il re consegnò al controllo parlamentare le accise ereditarie, i ricavi degli uffici postali, e "i rami piccoli" delle entrate ereditarie tra cui gli affitti delle terre della Corona d'Inghilterra (che ammontavano a 11.000 sterline, oggi 1.602.331) e fu garantita una lista civile annuale di 800.000 sterline (circa 116.533.174 oggi) per il sostegno della sua famiglia e le spese del governo civile, soggetto al pagamento delle rendite ad alcuni membri della famiglia reale. Anche se il re avesse conservato i suoi ricavi ereditari, il suo reddito si sarebbe rivelato insufficiente per le spese perché era in uso il privilegio di premiare i sostenitori con tangenti e regali. I debiti ammontavano a più di 3 milioni di sterline (circa 200.886.522 oggi); durante il regno di Giorgio furono pagati dal parlamento, e la lista civile annuale fu aumentata di volta in volta.
Ogni sovrano successivo ha rivisto gli accordi tra Giorgio III e il parlamento e la pratica fu riconosciuta, fin dal XIX secolo, come "parte integrante della Costituzione [che] sarebbe difficile abbandonare".

### Terre della Corona in Irlanda
Nel 1793 Giorgio III consegnò il fatturato dell'eredità dell'Irlanda e fu garantita una lista civile annuale per certe spese di governo civile dell'Irlanda.
Come in Scozia, le terre della Corona in Irlanda comprendono un insieme di quote feudali, terre acquistate per i forti e le fortificazioni, specialmente dopo il 1688. All'inizio del 1830 la Corona riprese possesso della terra di Ballykilcline a seguito della follia del proprietario precedente. I locatari non pagarono l'affitto per sette anni e il risultato fu il "trasloco" di Ballykilcline - libera emigrazione nel nuovo mondo del 1846. Ci sono le prove di uno schema di lavori della Crown Estate per migliorare il drenaggio. Nel 1854 un comitato di selezione della Camera dei Lord concluse che doveva essere venduta. Furono venduti all'asta 2.800 ettari per $25.000 sterline (circa £1.719.359 oggi) e £10.000 sterline (circa £687.744 oggi) da un trattato privato: un maggior disinvestimento, con un reinvestimento in Gran Bretagna.
Dal 1º aprile 1923, per quanto riguarda lo Stato Libero d'Irlanda, i ricavi della terra irlandese furono riuniti ed amministrati dal governo irlandese. Al momento della consegna dello Stato libero d'Irlanda, il reddito da affitti totalizzava £23.418 (circa £990.143 oggi) e il reddito delle proprietà era di £50.357. Le tenute possedute per la maggior parte sono sui litorali.

### Terre della Corona in Scozia
L'eredità delle terre della Corona in Scozia, formalmente gestite dai Baroni dello Scacchiere, furono trasferite alla Commissioners of Woods, Forests and Land Revenues e i loro successori dopo il Crown Lands Acts of 1832, 1833 e 1835. Queste proprietà comprendono le ex terre ecclesiastiche (a seguito dell'abolizione dell'episcopato nel 1689) a Caithness e alle isole Orcadi, un antico possedimento reale a Stirling e ad Edimburgo, e diritti feudali. Non ci sono proprietà urbane. La maggior parte delle tenute scozzesi eccetto i litorali e la pesca del salmone sono dovute ad investimenti interni, tra cui Glenlivet Estate, la più grande area gestita dalla Crown Estate in Scozia, acquistata nel 1937, Applegirth, Fochabers and Whitehill estates, acquistate rispettivamente nel 1963, 1937 e nel 1969, rispettivamente.

### Governo
Funzionari responsabili della gestione di quello che ora è la Crown Estate sono stati:
- Surveyor General of Woods, Forests, Parks, and Chases e Surveyor General of the Land Revenues of the Crown (XVII secolo fino al 1810)
- Commissioners of Woods, Forests and Land Revenues 1810-1831
- Commissioners of Woods, Forests, Land Revenues, Works and Buildings 1832-1850
- Commissioners of Woods, Forests and Land Revenues 1851-1924
- Commissioners of Crown Lands 1924-1954

#### Presidenti e dirigenti della Crown Estate
Presidente (Primo Commissario)
- 1955-62 – Sir Malcolm Trustram Eve (1894-1976)
- 1962-77 – Conte di Perth (1907-2002)
- 1977-80 – Lord Thomson di Monifieth (1921-2008)
- 1980-85 – Conte di Crawford e Balcarres (n. 1927)
- 1985-95 – Conte di Mansfield e Mansfield (n. 1930)
- 1995-2002 – Sir Denys Hartley Henderson (n. 1932)
- 2002–2009 – Sir Ian David Grant (n. 1943)
- 2001– Sir Stuart Hampson (n. 1947)

Dirigenti
- 1955-60 – Sir Ronald Montague Joseph Harris (1913-1995)
- 1960-68 – Sir Jack Alexander Sutherland-Harris (1908-1986)
- 1968-78 – Sir William Alan Wood (1916-2010)
- 1978-83 – Sir John Michael Moore (n. 1921)
- 1983-89 – Dr Keith Dexter (1928-1989)
- 1989-2001– Sir Christopher Kingston Howes (n. 1942)
- 2001– Roger Martin Francis Bright (n. 1951)

Il presidente (chiamato formalmente "first commissioner") è part-time. Il dirigente ("second commissioner") è l'unico membro full-time di tutto il consiglio della Crown Estate.

## Presente

### Crown Estate Act 1961
La Crown Estate oggi è un ente pubblico che viene gestito su base commerciale dai suoi commissari secondo le previsioni del Crown Estate Act 1961. Secondo quest'atto i commissari hanno il dovere "pur mantenendo il Crown Estate come un proprietà terriera[...] di mantenere e accrescere il suo valore e il rendimento ottenuto da esso, ma nel rispetto delle esigenze di buona gestione". La legge prevede tra le altre cose che (Sezione 1(5)) "La validità delle operazioni poste in essere dai commissari non possono essere chiamati in causa su qualsiasi suggerimento per non aver agito in conformità delle disposizioni della presente legge che disciplina l'esercizio dei loro poteri, o per aver agito in altro modo al di sopra della loro autorità, né una persona può informarsi e interessarsi con i Commissari in merito alla portata della loro autorità o il rispetto di eventuali restrizioni all'esercizio dei loro poteri."
Sommario della legge
- La Crown Estate sono solo proprietà terriere, a parte i contanti e le obbligazioni necessarie per la conduzione degli affari.
- I Commissari, che compongono il consiglio, sono nominati dal Re/Regina. Sono limitati a otto persone.
- Il Consiglio dei Commissari ha il dovere di:
  - mantenere e migliorare il valore del capitale dei beni e il reddito delle entrate, ma allo stesso tempo -
  - tener conto della necessità di osservare un elevato standard.
- In caso di vendita o locazione delle sue proprietà la Crown Estate dovrebbe sempre cercare di ottenere la miglior condizione (ad esempio prezzo) che può essere ragionevolmente ottenuto in tutte le circostanze, ma escludere il valore di monopolio (principalmente dalla proprietà del litorale e dei fondali marini).
- La Crown Estate non può concedere contratti di locazione per una durata di più di 150 anni.
- La Crown Estate non può concedere opzioni per più di 10 anni senza che la proprietà sia rivalutata quando l'opzione viene esercitata.
- La Crown Estate non può prestare denaro.
- Possono essere fatte donazioni a fondazioni religiose o educative connesse con le proprietà o per il benessere delle stesse. Altrimenti le donazioni sono proibite.
- Le caratteristiche delle proprietà dei Windsor devono essere preservate; nessuna parte può essere venduta.
- Annualmente deve essere stilato un rapporto alla Regina e al Parlamento, che dimostri le performance delle proprietà rispetto all'anno precedente.
- La Crown Estate dovrebbe osservare le pratiche contabili professionali e distinguere nella sua contabilità tra capitale ed entrate.
- I soldi ricevuti come premio da un inquilino relativo alla concessione di un nuovo contratto di locazione deve essere ripartito tra capitale e le entrate come segue:
  - dove il contratto di locazione ha una durata di 30 anni o meno devono essere trattati come entrate;
  - per locazioni di più di 30 anni devono essere trattati come capitale.

Nel 2010 il Dipartimento del Tesoro riferì alla Crown Estate, per la prima volta in venti anni, denunciando che
- è allarmante che la Crown Estate nel 2007 cominciò a investire in joint ventures come la Gibraltar Limited Partnership, che è in "gravi" difficoltà finanziarie. La Crown Estate possiede il 50% della partnership, che possiede l'affitto di Fort Kinnaird vicino a Edimburgo;
- la Crown Estate ha il monopolio sull'ambiente marino e si è concentrata troppo sulla raccolta dei ricavi, piuttosto che agire nell'interesse a lungo termine del pubblico riguardo ai porti;
- la qualità della gestione degli immobili residenziali nella tenuta urbana è bassa. I processi di consultazione sono poco trasparenti e il comitato è "particolarmente preoccupato" che la Crown Estate non sia riuscita a consultare gli enti locali che avevano diritto a nominare i lavoratori;
- alcune proprietà storiche non commerciali devono essere riesaminati al fine di trasferire la gestione a organismi di conservazione quali l'English Heritage;
- i ministri dovrebbero avere un interesse maggiore per la Crown Estate, perché la sua gestione complessiva si sforza di equilibrare la generazione di entrate con l'agire nell'interesse pubblico.

Il presidente della Crown Estate Roger Bright disse: "Accogliamo i suggerimenti del Comitato per mettere in atto operazioni economiche di successo.”

### Proprietà
Windsor Estate
La Windsor Estate consiste in:
| Commerciale e residenziale | Uffici, affitti ed hotel             | 250 ettari   |
| Tempo libero               | Golf club/Ippodromo di Ascot         | 250 ettari   |
| Agricoltura                | Fattorie                             | 1.200 ettari |
| Parchi                     | Parchi delle case/Windsor Great Park | 1.600 ettari |
| Foreste                    | Aree boschive                        | 3.100 ettari |

Marine Estate
La Marine estate consiste in:
| Piano mesolitorale                                   | Circa il 55% del litorale del Regno Unito è posseduto dalla Crown Estate; altri proprietari sono il Ducato di Cornovaglia e il Ducato di Lancaster.                                                                                         |
| Territori marini                                     | La Crown Estate possiede tutti i territori marini del Regno Unito dalla battigia fino ai 22 km dalla costa. |
| Piattaforma continentale e diritti extraterritoriali | Diritti dei Sovrani del Regno Unito sul passaggio del territorio marino e sulle sue risorse in base al Continental Shelf Act 1964 (il sottosuolo e substrati sotto la superficie del fondale marino ma escluso il petrolio, gas e carbone). |

Altri diritti o Interessi
Altri diritti o interessi includono:
| Centri commerciali Blue Water e Solihull            | La Crown Estate ha il 4,97% dei profitti del Lend Lease Retail Partnership che fornisce una partecipazione azionaria al centro commerciale Bluewater e al Touchwood Court Shopping Centre.                                       |
| Parchi di vendita al dettaglio                      | Fort Kinnaird, Gallagher, The Shires Retail Park: Proprietà 50/50 attraverso "The Gibraltar Limited Partnership" con "The Hercules Unit Trust". La Gibraltar Limited Partnerships è usata spesso per evitare o ridurre le tasse. |
| Parchi di vendita al dettaglio                      | Crown Point shopping park. |
| Vendita al dettaglio/Uffici, Princes Street, Londra | 66,67% degli interessi |
| Savoy Estate Appointment                            | diritto di ricevere il 23% del reddito della Savoy Estate a Londra, proprietà del Duca di Lancaster. |
| Miniere                                             | Oro e argento delle miniere del Regno Unito |
| Pescherecci di salmone in Scozia                    | Pescherecci di salmone nelle acque della Scozia, eccetto dove queste sono state concesse a terzi. |
| Ostriche e cozze in Scozia                          | Crostacei selvatici (non include l'allevamento dei crostacei) |